# ژو جیهونگ
ژو جیهونگ (چینی: 周继红؛ زادهٔ ۱۱ ژانویه ۱۹۶۵) شیرجه‌رو اهل چین است.
وی در مسابقات کشوری و بین‌المللی در مجموع برندهٔ ۱ مدال طلا، ۱ مدال نقره شده‌است.